# L’Assiette au beurre

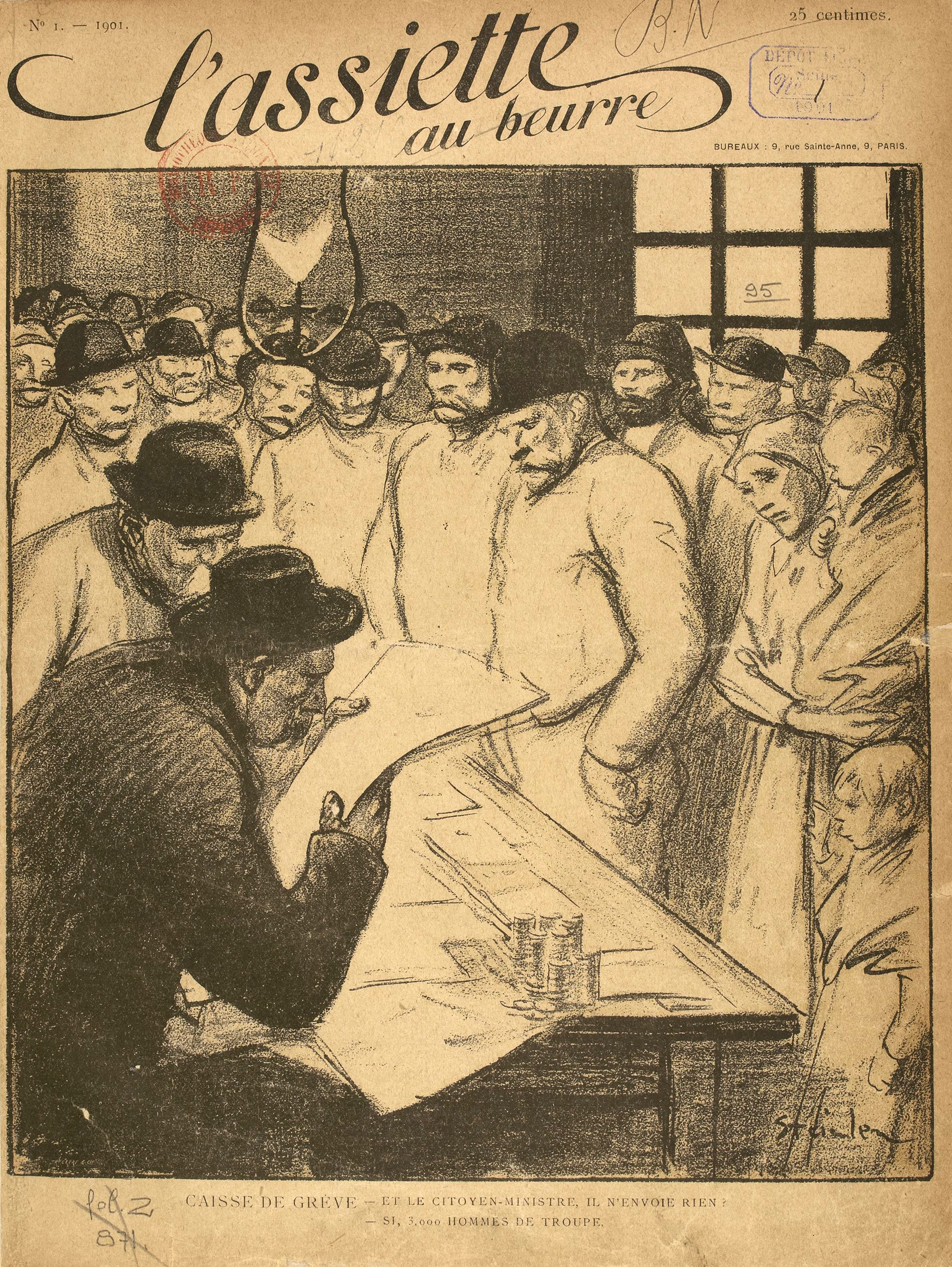
Ausgabe 1

L’Assiette au beurre (Der Butterteller) war eine französische illustrierte satirische Zeitschrift, die von 1901 bis 1936 mit längeren Unterbrechungen erschien. Die Zeitschrift versammelte einige der besten europäischen Illustratoren zu einer Zeit, als Künstler aus politischer Überzeugung vom Einzelwerk abrückten und sich dem Druck zuwandten. L’Assiette au beurre stand anfangs dem Anarchismus nahe, war aber keine aktivistische Zeitschrift, auch wenn sie sich zwischen 1905 und 1911 deutlich politisch engagierte, insbesondere gegen den Kolonialismus. Sie veröffentlichte fast 10.000 Zeichnungen von rund 200 Zeichnern und ist ein wertvolles ikonografisches Zeugnis der Belle Époque.

## Beschreibung
In einem Text „mit programmatischem Wert“, der als Beilage zur siebten Ausgabe vom 16. Mai 1901 veröffentlicht wurde, präzisierte Herausgeber Samuel Schwarz, was er für den Wettbewerbsvorteil seiner Zeitschrift hielt:

„Anstatt dem Beispiel einiger Zeitungen zu folgen und uns damit zu begnügen, die Farbe unseres Umschlags zu variieren, haben wir uns entschieden, insgesamt auf farbigem Papier zu erscheinen, das von Ausgabe zu Ausgabe variieren wird ... Wir wünschen uns, dass die Sammlung von L’Assiette au beurre am Ende des Jahres eine wahre Kunstgeschichte aller Fortschritte darstellt, die sowohl durch die Kunst des Druckers als auch durch die des Graveurs und des Papiermachers erzielt wurden. Muss ich noch hinzufügen, dass L’Assiette au beurre über den eigentlichen Gesichtspunkt der Kunst hinausgeht und sich der sozialen Verteidigung widmen wird? Wir sind in der Tat an diesem Wendepunkt der Geschichte angelangt, an dem es unsere Pflicht ist, insbesondere in einer Zeitung, die sich an Denker und Künstler wendet, die soziale Frage unter ihren verschiedensten Aspekten frontal anzugehen.“

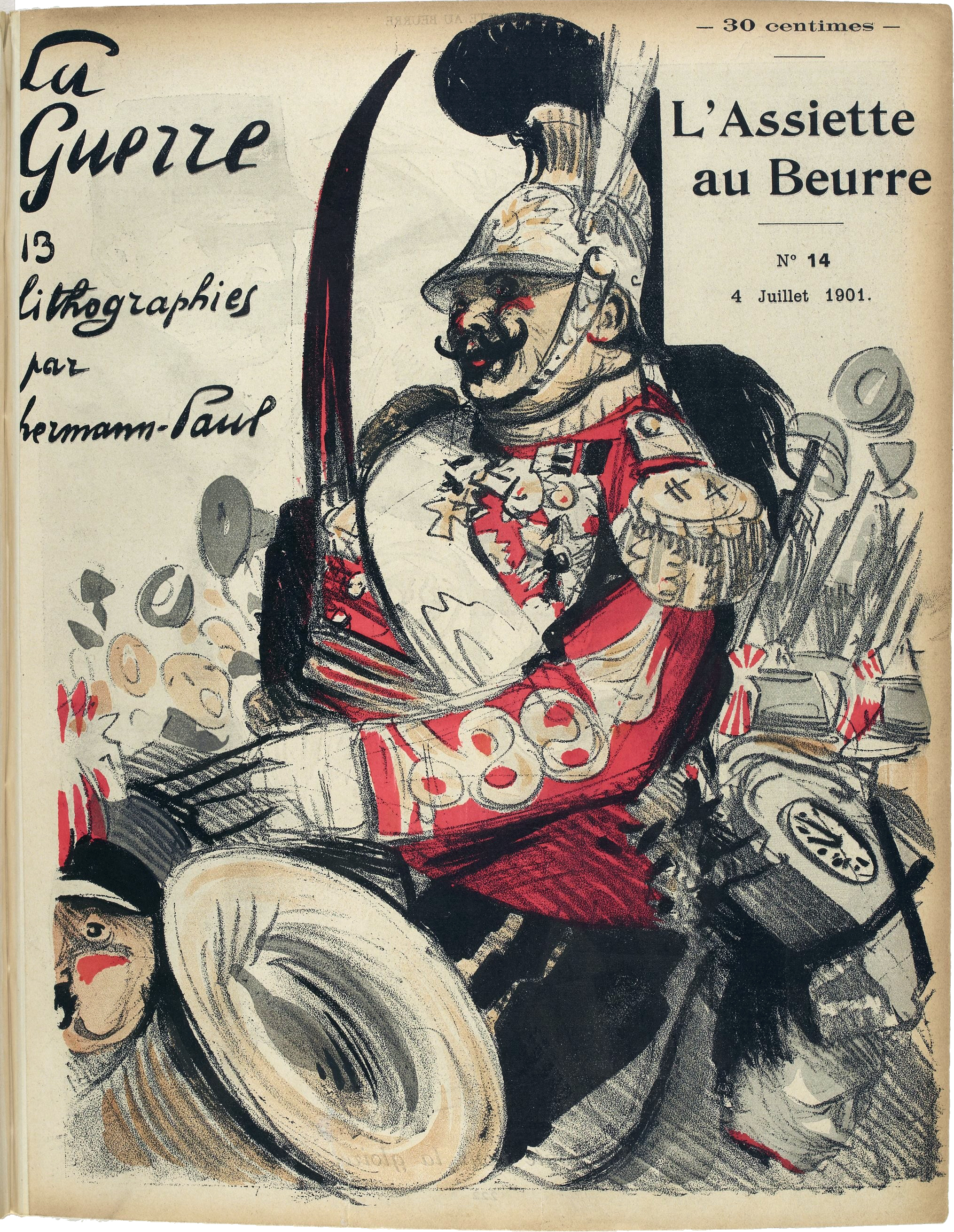
Nr. 14

Das Layout war Ausdruck dieses Projekts. Es unterschied die Zeitschrift von den „humoristischen Blättern“ wie Le Rire oder Le Sourire, von denen es zu jener Zeit in Frankreich eine Vielzahl gab, und sogar von Le Cri de Paris: Jede Ausgabe wurde im Albumformat herausgegeben und enthielt hauptsächlich – manchmal sogar ausschließlich – Zeichnungen und Karikaturen in Zwei- oder Dreifarbendruck und auf ganzen (oder Doppel-)Seiten (anstelle der üblicheren Viertelseiten), mit einem Minimum von 16 illustrierten Seiten. Regelmäßig wurde die Gestaltung einer Ausgabe zu einem bestimmten Thema einem einzigen Künstler anvertraut, was die Lieferung zu einem echten Album machte. Sonderausgaben konnten bis zu 48 Seiten umfassen. Die Bilder wurden aus Originalzeichnungen gewonnen, die dann nach dem Zinkografieverfahren geätzt wurden.
Die Zeitschrift erhob den Anspruch, „die besten Künstler der Belle Époque“ zu beschäftigen. Anne-Marie Bouchard betont in diesem Zusammenhang die Fähigkeit der Zeitschrift, Zeichner zu bezahlen, eine Praxis, die damals im Umfeld der politischen Presse selten war, und die es dem Herausgeber ermöglichte, „eine Gruppe von Individuen zu vereinen, und dies trotz des Fehlens einer ausdrücklich erklärten redaktionellen Ausrichtung, die über den Willen zur “sozialen Verteidigung" hinausging. Die Vergütung von Beiträgen folgte einer komplexen Skala, die sowohl den Bekanntheitsgrad des Künstlers als auch die Art des Beitrags berücksichtigte, je nach Größe der Illustration und dem Vorhandensein von Nebenleistungen wie Schriftsatz oder Bildunterschriften, und reichte von 200 bis 2000 Franc. Dies bedeutete jedoch nicht, dass die Künstler ihre Beiträge als angemessen bezahlt ansahen.
Patricia Leighten stellt fest, dass L’Assiette au beurre auch eine „offen propagandistische“ Zeitschrift war, die sich an die Arbeiterklasse wendete und in der Behandlung der Ereignisse eine anarchistische Sensibilität zum Ausdruck bringe, und zwar durch die Hauptthemen Opposition gegen die Regierung, Antiklerikalismus, Antimilitarismus, Antikolonialismus und Kritik an der Polizei und den Gerichten. Für die Historikerin hatten Schwarz und später Joncières „viele Freunde in anarchistischen Kreisen und zweifellos ihre eigenen politischen Positionen, aber der Standpunkt, der in den Karikaturen (von L’Assiette) zum Ausdruck kommt, ist weder immer derselbe noch gerichtet ... Die beiden Herausgeber betrachteten ihre Publikation als ein Unternehmen, das Profit machen sollte, nicht als Vehikel für ihre eigenen Ideen (ob diese nun definiert waren oder nicht) und ganz sicher nicht als eine ‚militante‘ Zeitung“. Diese unterstreichen auch Élisabeth und Michel Dixmier und Anne-Marie Bouchard.

## Geschichte

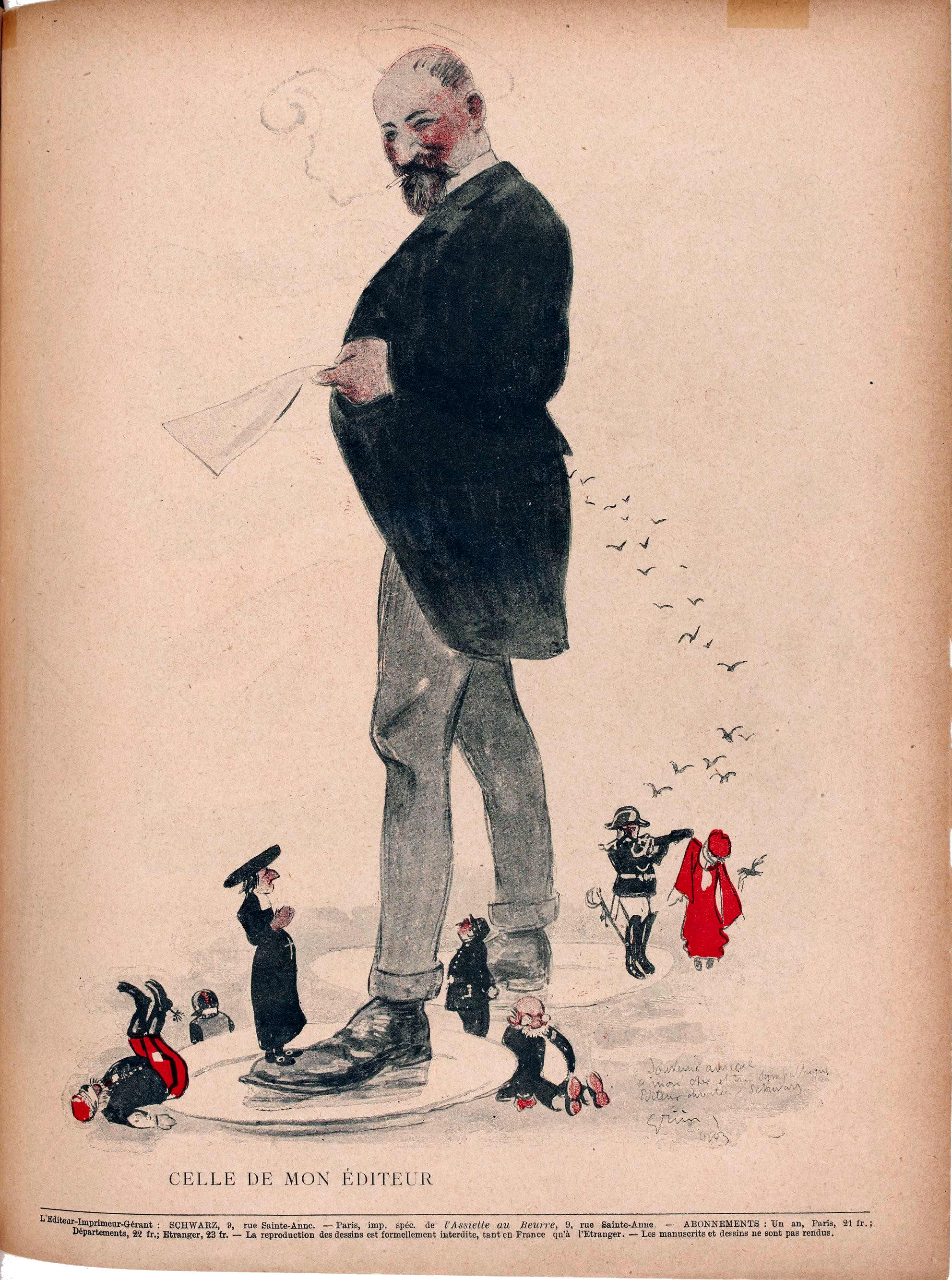
Samuel Schwarz, 1903, Zeichnung Jules Grün

Samuel-Sigismond Schwarz, der Leiter und Gründer der Zeitschrift, war ein ungarischer Einwanderer, der die französische Staatsbürgerschaft erhalten hatte. Er kam 1878 nach Paris und arbeitete als Buchhandelsmakler. Ab 1895 war er als Verleger von Romanen ansässig, die in Fortsetzungsromanen erschienen. Er spezialisierte sich auf den Abonnementverkauf der Werke von Victor Hugo, für den er ein Quasi-Monopol besaß, sowie auf den Versandhandel mit populären Romanen, alles Tätigkeiten, die ihm ein angenehmes Einkommen verschafften. Als die Begeisterung für diese Art von Büchern nachließ, verlegte er sich auf die Herausgabe von illustrierten Wochenzeitungen und brachte mit unterschiedlichem Erfolg sieben bis acht Titel heraus, deren Titel die vermeintlichen Erwartungen der Leserschaft widerspiegelten, darunter Le Frou-frou (wo Picasso Skizzen lieferte) und ähnliche recht leichte, ja frivole und manchmal antidreyfusardische Zeitschriften, sowie L’Art décoratif. Zur Zeit der Einführung von L’Assiette au beurre war Schwarz also ein Verleger, der sich auf leichte oder utilitaristische illustrierte Periodika spezialisierte und wenig intellektuelle Ambitionen zeigte. Mit der Einführung „einer farbig illustrierten satirischen Wochenzeitung, die in sehr bissiger, scharfer Form über die Probleme des gegenwärtigen gesellschaftlichen Lebens sprechen wird“, wollte er vor allem sein Zeitschriftenportfolio ergänzen.
Die erste Ausgabe von L’Assiette au beurre mit dem Untertitel „satirisch, humoristisch, wöchentlich“ erschien ohne bestimmtes Thema am Donnerstag, den 4. April 1901, zum Preis von 25 Centimes. Das Titelbild wurde von Steinlen illustriert. Mit dem Titel „Caisse de grève“ (Streikkasse) spielt es wahrscheinlich auf die Arbeiterbewegung in Montceau-les-Mines und Pierre Waldeck-Rousseau, u. a. Innenminister, an. Bemerkenswert ist, dass L’Assiette au beurre zu Beginn keine Werbebeilage enthielt, sondern nur einen vierseitigen Sonderdruck, der in das Album eingefügt war und Schwarz' periodische und literarische Produktionen hervorhob, insbesondere die der La Bibliothèque générale, die ihm ebenfalls gehörte. Hier beanspruchte Schwarz mit seinen vier Periodika „die höchste Auflage der satirischen und humoristischen Presse“.
Von den ersten Ausgaben an zeichnete sich L’Assiette au beurre durch „eine sehr innovative Aufmachung aus im Format 25 × 32 cm, in der Regel auf 16 Seiten, mit überwiegend ganzseitigen Zeichnungen, von denen etwa die Hälfte in Farbe gedruckt war, während die meisten anderen Publikationen lediglich eine Mischung aus Vignetten, Halbseiten und wenigen Ganzseiten anboten“. In den ersten beiden Erscheinungsjahren schwankte der Seitenumfang um 16 Seiten und der Preis stieg von 25 auf 40 Centimes. So bestand jede Ausgabe aus etwa 16 meist ganzseitigen, gut zur Hälfte farbigen Zeichnungen, die meist von einem kurzen Text begleitet wurden. Auch die Art und Farbe des Papiers schwankte und es wurde mit verschiedenen Lösungen experimentiert. Ab Nr. 4 ändert sich die Zusammensetzung des Titels auf dem Cover je nach Nachrichtenlage. Diese typografischen Variationen waren in der damaligen Pressewelt eher ungewöhnlich.

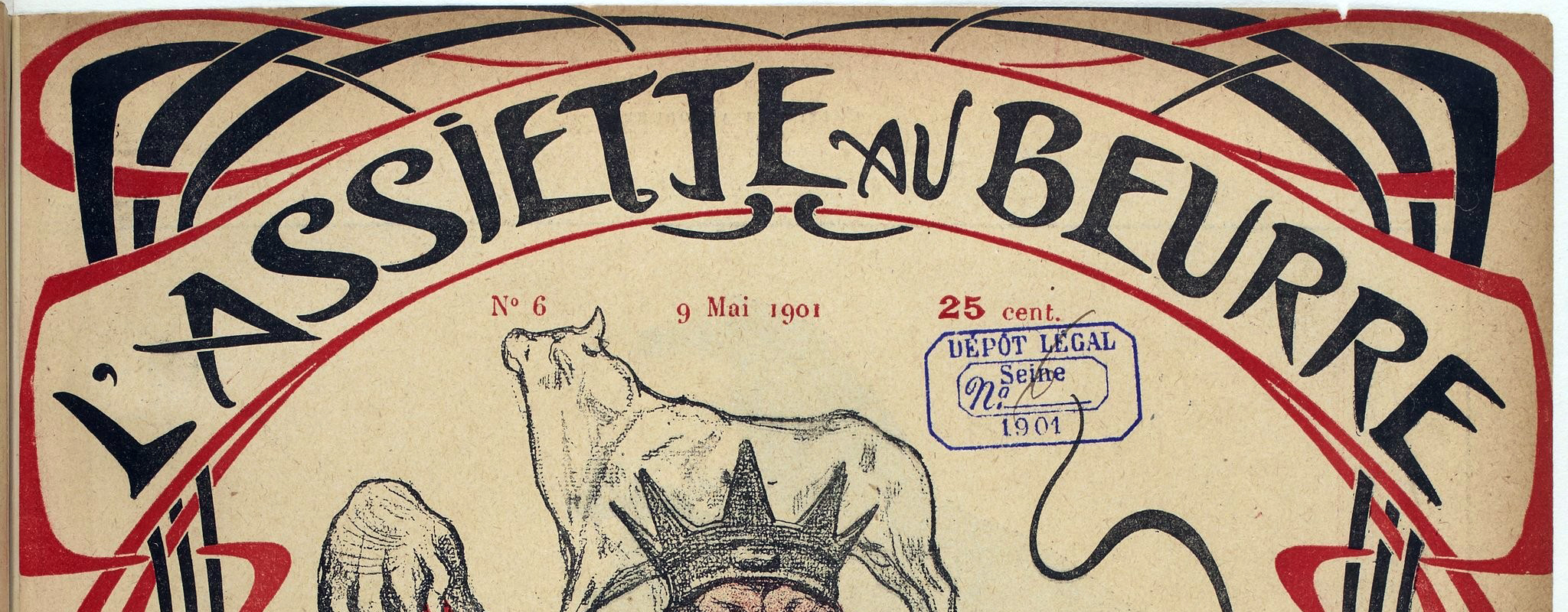
Nr. 6
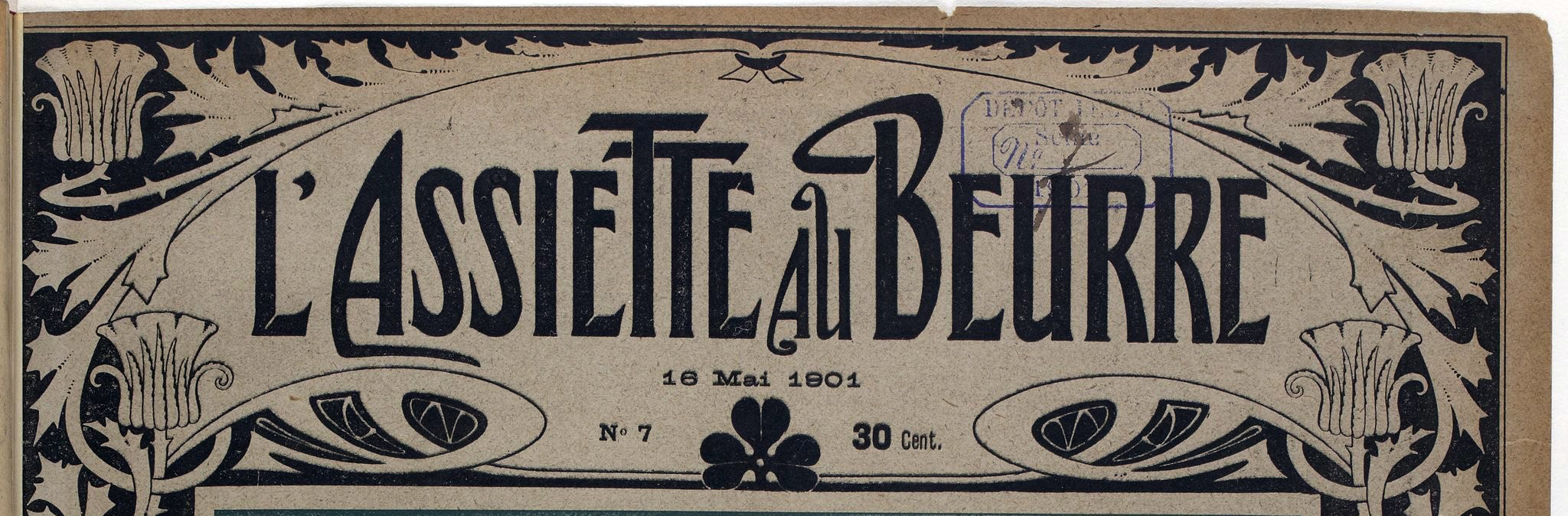
Nr. 7
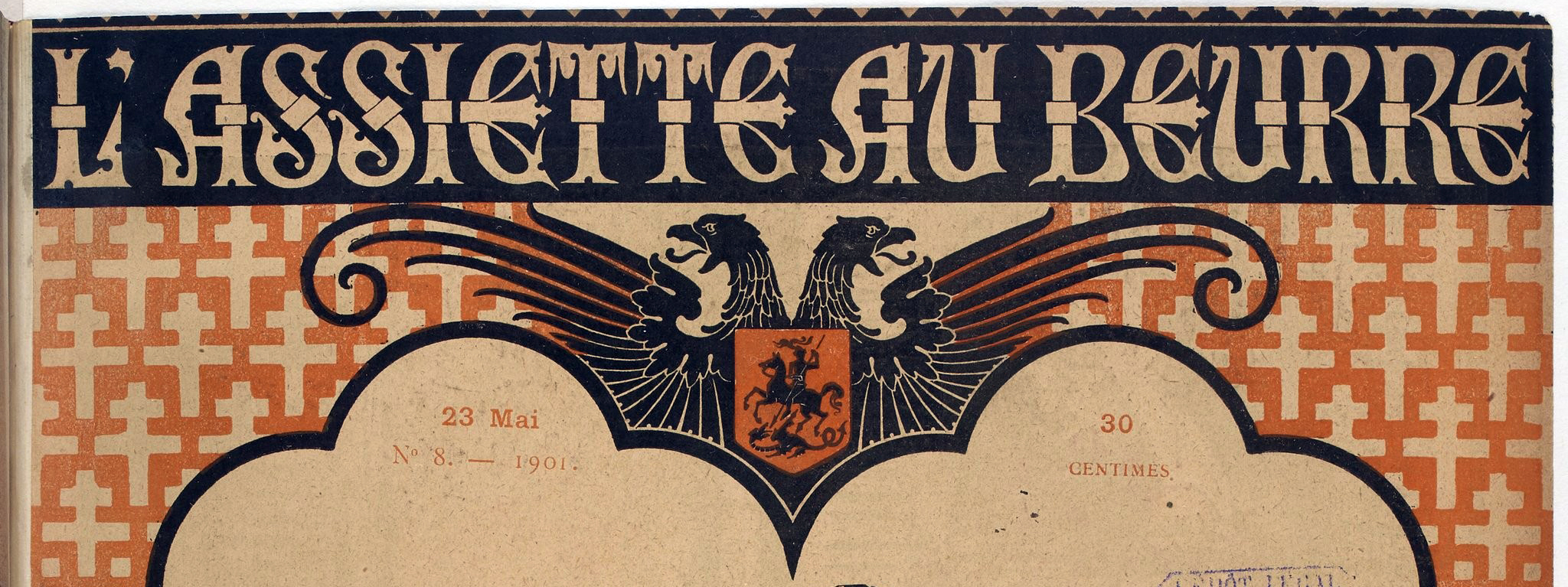
Nr. 8

Mit Nr. 14 kam ein weiteres „wahrhaft unterscheidendes Merkmal“ der Publikation zum Vorschein, nämlich dass eine ganze Ausgabe einem einzigen Thema gewidmet wurde, in diesem Fall „La guerre“, das mit 14 von Hermann-Paul signierten Lithografien illustriert wurde. Eine erste dreifache Sonderausgabe, die für 1 Franc verkauft wurde, erschien im Februar 1902 zum Thema „Patentvergifter“ mit einem von Camara signierten Titelbild, auf dem gepanschte Milch und industrielle Nahrungsmittel gegeißelt wurden. Im Dezember 1903 begann die Zeitung, ein „falsches“ Cover ohne Bilder zu drucken, um sich vor der Zensur zu schützen und gleichzeitig auf der Rückseite Werbung anzubieten.

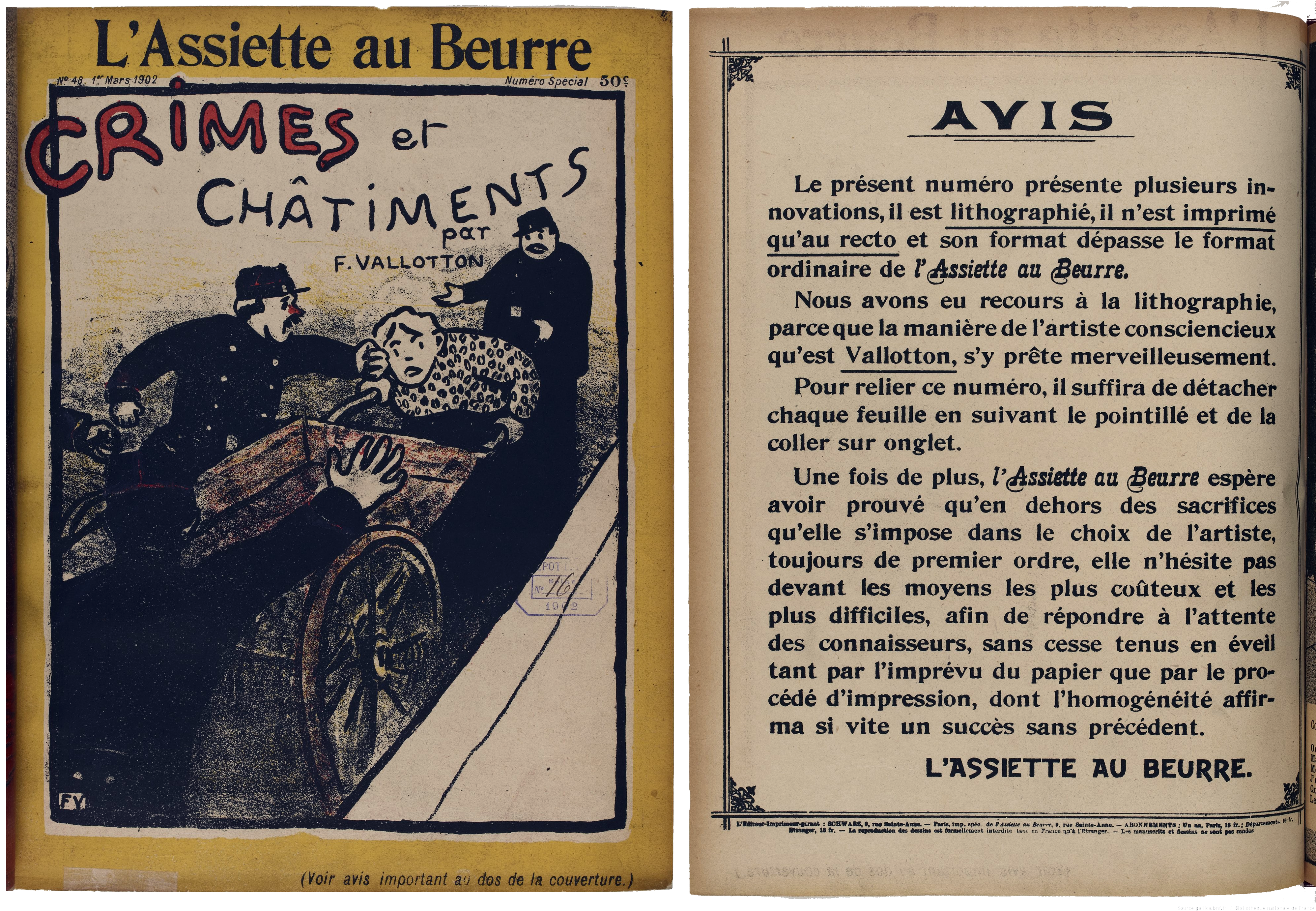
„Crimes et châtiments“ von Félix Vallotton

Eine der künstlerisch überraschendsten Ausgaben war die am 1. März 1902 veröffentlichte und von Félix Vallotton betreute Ausgabe mit dem Titel „Crimes et châtiments“ (Verbrechen und Strafen). Sie besteht aus 23 Lithografien, die entlang einer gepunkteten Perforation herausgetrennt werden können. Diese nur einseitig bedruckten Seiten bilden ein wahres Album von Drucken zum Thema der Anprangerung der Gewalt der Sicherheitsordnung. Der Preis für diese außergewöhnliche Ausgabe wurde auf 50 Centimes festgesetzt, aber das Experiment wurde nur sehr selten wiederholt. Im selben Monat März 1902 wurde auch eine 24-seitige, nicht lithografierte Ausgabe zum erhöhten Preis von 30 bis 50 Centimes verkauft.

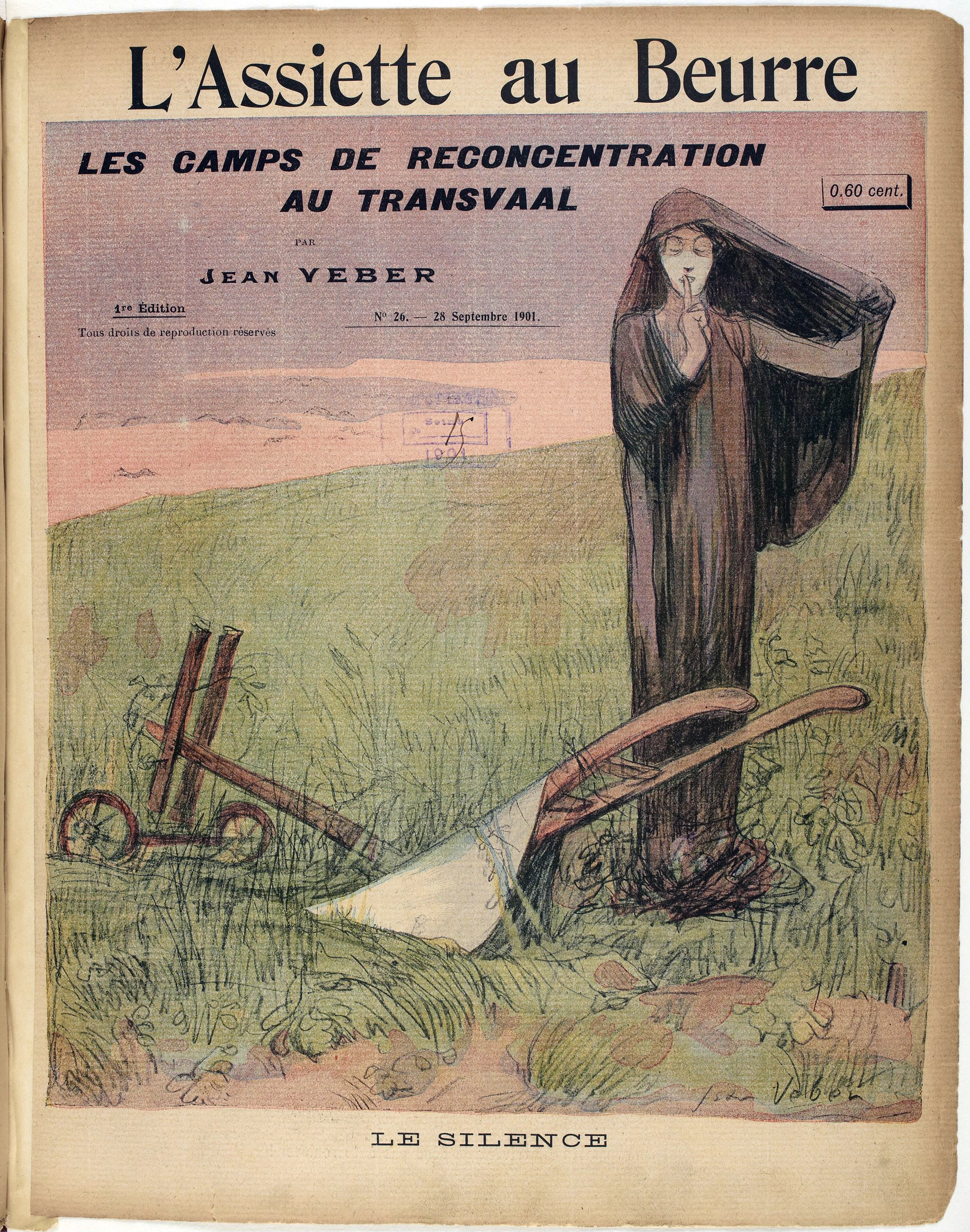
Titel der Nr. 26 von Jean Veber

Mit einer verkauften Auflage von 25.000 bis 40.000 Exemplaren war L’Assiette au beurre wirtschaftlich erfolgreich; einzelne Ausgaben wie die vom 28. September 1901 mit Jean Vebers zensierter Karikatur über das perfide Albion erreichten eine Auflage von über 250.000 Exemplaren. Allerdings geriet Samuel Schwarz in dieser Zeit wegen anderer Geschäftszweige in Schwierigkeiten und musste die Zeitschrift an die Société anonyme des journaux illustrés réunis verkaufen (zu deren Aktionären Schwarz’ Ehefrau zählte); trotzdem musste er die Geschäftsleitung abgeben. Ende 1904 wurde die Zeitung an André de Joncières verkauft, der sich allerdings nicht in die laufenden Geschäfte einmischte und Paul Perrin als Chefrdakeur einsetzte. Der Preis wurde auf 50 Centimes erhöht. Ab 1907 vertrieb Joncières die Zeitung international, wobei er auch mehrsprachige Ausgaben anbot.
In den folgenden Jahren stiegen die Kosten für die Zeitschrift deutlich an; um den Preis von 50 Centimes zu halten, musste Joncières Verlust ein Kauf nehmen. Perrin wurde entlassen, die Erscheinungsweise wurde verlängert. Am 15. Oktober 1912 erschien die letzte Ausgabe.
1921 – Joncières war inzwischen verstorben – startete Georges Anquetil einen kurzlebigen Versuch. Von 1925 bis 1927 erschien die Zeitung als Beilage zu Eugène Merles La Merle Blanc. Ein weiterer Versuch wurde 1934 gestartet; allerdings in einer Aufmachung, die nicht mehr an die ursprüngliche Zeitschrift erinnerte. 1943 erschien eine antisemitische und antibritische Ausgabe, die alte Zeichnungen mit geänderten Texten veröffentlichte.

## Themen
Der Zweck einer anarchistischen, satirischen Wochenzeitung, die sich selbst als transgressiv versteht, besteht natürlich darin, Autoritätsformen aller Art zu verspotten; die Ziele waren vielfältig: Autokraten, Reiche, Militär, Polizei, Künstler und Schriftsteller, Wissenschaftler, Akademiker, Politiker, Priester und Gläubige, oft durch heftige Karikaturen. Zumindest in seiner Anfangsphase konzentrierte sich das Magazin mit seinen Zeichnungen, die manchmal antisemitisch (1902 wurde das Judentum aufs Korn genommen) und oft gegen die Freimaurerei und den Imperialismus gerichtet waren, auf politische Themen. Die Plutokratie wurde systematisch angegriffen. Auch soziale Themen, die oft tabu waren, wurden behandelt, wie die Todesstrafe, Kinderhandel, Sexualität oder sogar Themen des täglichen Lebens wie „L'argent“ („Geld“), „Le gaz“ („Gas“), „La police [et ses excès]“ („die Polizei [und ihre Exzesse]“), „L'alcool“ („Alkohol“), „Paris la nuit“ („Paris bei Nacht“) und viele andere.

## Zensur
Das Frankreich dieser Tage kannte eine Fülle von die Pressefreiheit einschränkenden Gesetzen. L’Assiette au beurre war zwar niemals von einem direkten Verbot betroffen und wurde auch niemals angeklagt, aber der Straßenverkauf war gelegentlich eingeschränkt – vornehmlich, wenn ausländische Interessen betroffen waren. Insbesondere die sehr erfolgreiche und mehrfach nachgedruckte Ausgabe vom 28. September 1901 über die Konzentrationslager in Transvaal mit der abschließenden Zeichnung über das „perfide Albion“ musste umgearbeitet werden.

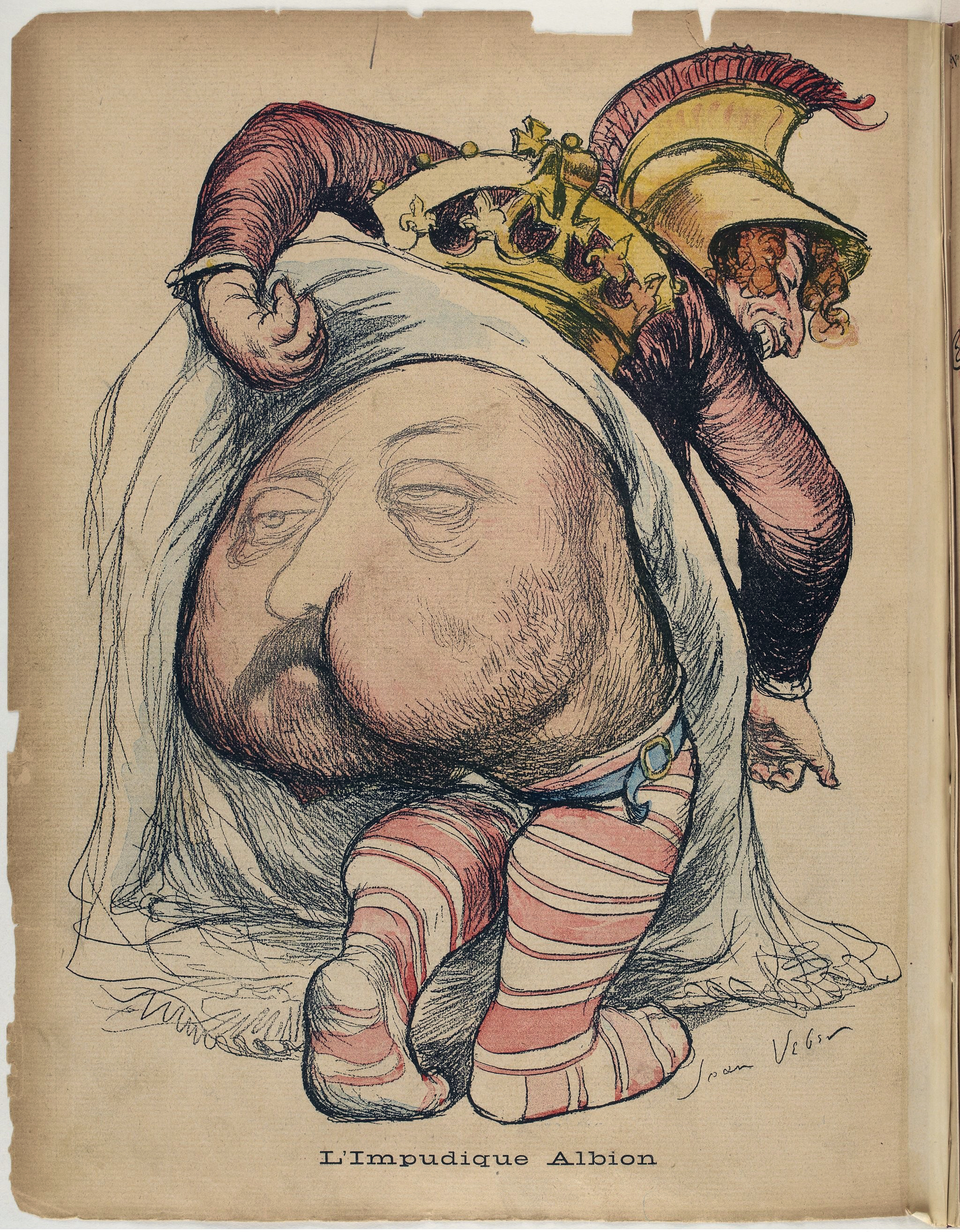
Das perfide Albion - Original
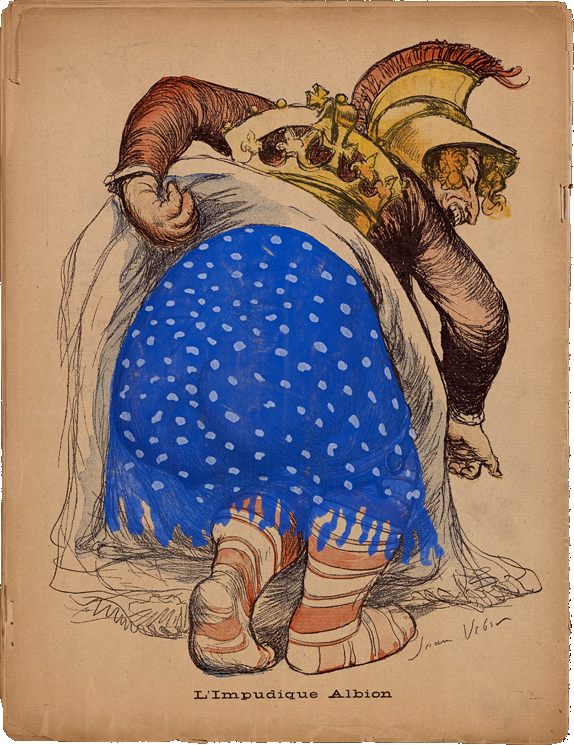
Nachdruck
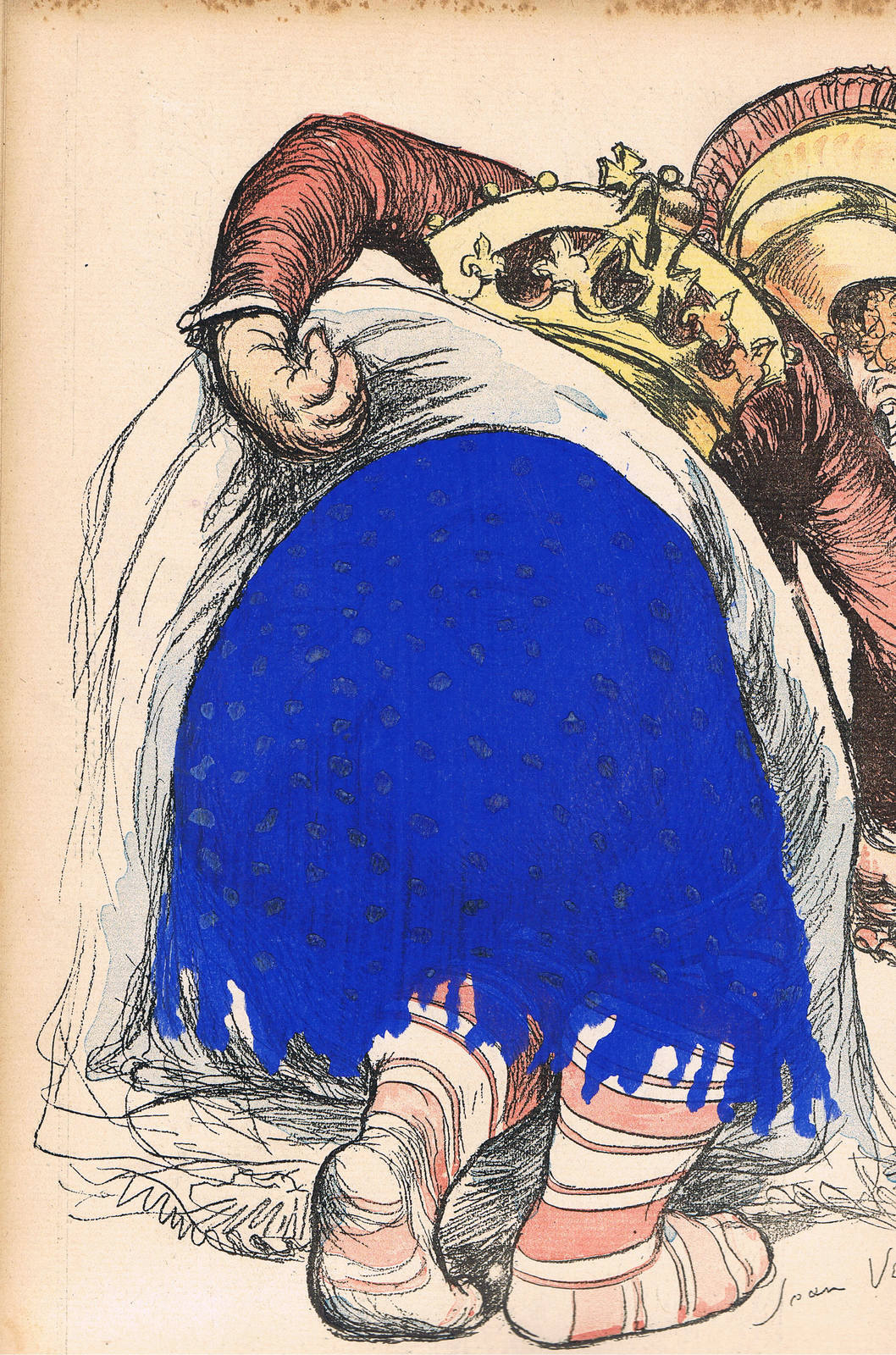
Nachdruck

Zeitweilig waren die Verbote nicht konsistent; so durften zum Beispiel Ausgaben über den russischen Zaren Nikolaus II. oder den portugiesischen König Karl I. auf Anordnung des Polizeipräfekten Louis Lépine nicht öffentlich ausgestellt, aber verkauft werden. Auch einige Mitarbeiter der Zeitung wurden direkt verfolgt; insbesondere auch auf Betreiben des Innenministers Georges Clemenceau.
Ungeachtet dieser diplomatischen Zwischenfälle sind Michel und Élisabeth Dixmier der Ansicht, dass die Machthaber zwischen 1901 und 1906 gegenüber L’Assiette au beurre eine relative Gleichgültigkeit an den Tag legten. Die Gründe dafür sind ihrer Meinung nach zweierlei. Zum einen verteidigte die Zeitschrift keine Partei und sprach für keinen Kandidaten, zum anderen richtete sie sich an bildungsbürgerliche Leser: eine Elite von etwa 50.000 Personen, was sie nicht zu einem Massenmedium mit subversivem Potenzial machte.

## Werbung
L’Assiette au beurre hatte grundsätzlich wenig Werbung und wenn, dann meist für gehobene Waren, was darauf hindeutet, dass die Zeitschrift grundsätzlich von einer wohlhabenden Klientel gelesen wurde.

## Nachwirkung

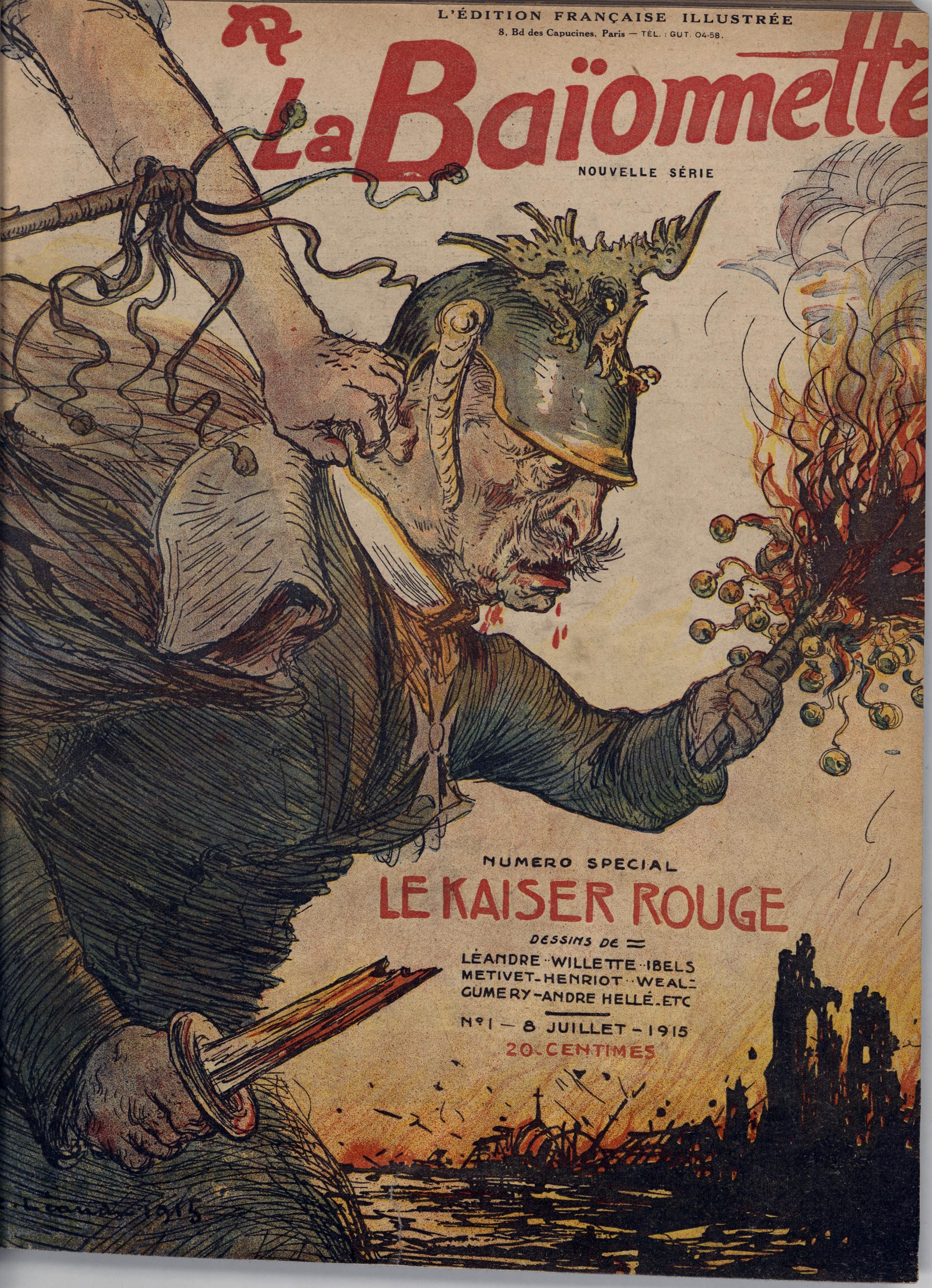
La Baïonnette 1915

Während des Ersten Weltkriegs veröffnetliche La Baïonnette Zeichnungen ehemaliger Assiette-Mitarbeiter. Die linke Zeitung The Masses griff in den USA den Stil von L’Assiette au beurre auf. Nach 1968 wurden häufig Zeichnungen der L’Assiette au beurre von französischen Satirezeitschriften übernommen.
Verschiedene Historiker nennen L’Assiette au beurre als direkte Vorfahren von Publikationen wie Charlie Hebdo. Zeichner wie Georges Wolinski und – eingeschränkt – Jean Cabut bekennen sich zu diesen Vorbildern. Eine Gegenposition vertritt der Mitbegründer von Hara-Kiri, François Cavanna, der davon spricht, dass „prestigeträchtige Grafiken Ideen illustrierten, die die Plattheit von Wahlreden aufwiesen“.

## Zeichner und Autoren
L’Assiette au beurre war im Wesentlichen eine Illustratoren-Zeitschrift: Es wurden mehr als 9600 Zeichnungen katalogisiert, die von 216 Künstlern angefertigt wurden. Eine Auswahl:
- Adrien Barrère
- Henri Bellery-Desfontaines
- Ragnvald Blix
- Umberto Brunelleschi
- Camara
- Leonetto Cappiello
- Caran d’Ache
- Léon Carré
- Jules Chéret
- Walter Crane
- Jan Dědina
- Aristide Delannoy
- Kees van Dongen
- Abel Faivre
- Jean-Louis Forain
- Dimitrios Galanis
- Rata Langa
- František Gellner
- Juan Gris
- Jules-Alexandre Grün
- Albert Guillaume
- Carl Happel
- Hermann-Paul
- Bernhard Hoetger
- Václav Hradecký
- Henri-Gabriel Ibels
- Pierre-Georges Jeanniot
- Jehannet
- Paul Jouve
- Raphael Kirchner
- Alfred Kubin
- František Kupka
- Charles Lucien Léandre
- Alfred Le Petit
- Louis Marcoussis
- Nadar
- Manuel Orazi
- Hippolyte Petitjean
- Vojtěch Preissig
- Albert Robida
- Ludovic Rodolphe Pissarro
- Ardengo Soffici
- Théophile-Alexandre Steinlen
- Paul Thesing
- Félix Vallotton
- Jean Veber
- Jacques Villon
- Hermann Vogel
- David Widhopff
- Adolphe Willette

Zu den Autoren gehörten:
- Wladimir Lwowitsch Burzew
- Anatole France
- Henri Guilbeaux
- Octave Mirbeau
- Gaston de Pawlowski
- Jean Richepin
- Jehan Rictus
- André Salmon
- Laurent Tailhade